# Geoffrey Eglinton
Geoffrey Eglinton (1er novembre 1927 - 11 mars 2016) est un chimiste britannique et chercheur principal en Sciences de la Terre à l'Université de Bristol .

## Éducation
Eglinton fait ses études à la Sale Grammar School et à l'Université de Manchester où il obtient un baccalauréat ès sciences, un doctorat en philosophie et un doctorat en sciences .

## Recherche et carrière
Les connaissances d'Eglinton sur le devenir géologique des composés organiques font de lui un biogéochimiste de renommée internationale. En plus de l'importance de ses recherches sur les biomarqueurs moléculaires ("fossiles chimiques"), il est responsable du développement de nombreuses techniques expérimentales qui restent largement utilisées.
Il est l'un des premiers chercheurs à illustrer le potentiel de la chromatographie en phase gazeuse couplée à la spectrométrie de masse en géochimie organique, Eglinton est également le pionnier de l'utilisation de la spectroscopie infrarouge pour caractériser les liaisons hydrogène inter et intramoléculaires. Ces techniques innovantes améliorent la compréhension de divers aspects de la distribution, du contenu isotopique stable et de la provenance des composés organiques dans l'environnement mondial.

## Prix et distinctions
Eglinton est élu membre de la Royal Society (FRS) en 1976. Il remporte la médaille royale en 1997 "En reconnaissance de sa contribution à notre compréhension de la manière dont les produits chimiques se déplacent de la biosphère vivante à la géosphère fossile, en particulier l'origine, la genèse, la maturation et la migration du pétrole qui a eu de grandes répercussions sur l'industrie pétrolière." .
Avec John M. Hayes (en), il reçoit la médaille Urey de l'Association européenne de géochimie en 1997 .
En 2000, il reçoit le prix VM Goldschmidt de la Geochemical Society .
Il reçoit la médaille Wollaston en 2004 .
Il est co-lauréat du Prix Dan-David en 2008 pour ses études sur les fossiles chimiques organiques, qui révèlent les habitants et les climats des mondes antiques. (Il partage le prix avec Ellen Moseley-Thompson et Lonnie Thompson) ,.
La réaction d'Eglinton porte son nom.
L'équipe de Geoffrey de la célèbre unité de géochimie organique de l'Université de Bristol est choisie pour effectuer les premières analyses organiques des roches lunaires amenées sur Terre en 1969 par les astronautes à bord d'Apollo 11. Il reçoit la médaille d'or de la NASA pour ses réalisations scientifiques exceptionnelles.

## Vie privée
Eglinton épouse Pamela Joan Coupland et a deux fils et une fille. Son fils Timothy Eglinton est professeur de biogéoscience à l'Institut géologique de l'ETH Zürich .